# ماساتو ناکامورا
ماساتو ناکامورا (انگلیسی: Masato Nakamura؛ زادهٔ ۱ اکتبر ۱۹۵۸) موسیقی‌دان اهل ژاپن است. وی از سال ۱۹۸۸ میلادی تاکنون مشغول فعالیت بوده‌است.